# Xuzhou
Xuzhou, förr känt som Pengcheng (彭城) är en stad i norra Jiangsu, Kina. Den ligger omkring 270 kilometer nordväst om provinshuvudstaden Nanjing. Staden, som administrativt utgör en egen prefektur, har drygt 8,5 miljoner invånare i hela prefekturen och drygt 3 miljoner invånare i innerstaden.
I äldre transkriberingssystem förekommer stavningar som Hsu-chou och Hsuchow.

## Administration
Under Xuzhou lyder en yta som är något större än Skåne, varav 42 procent är landsbygd. Själva staden Xuzhou är indelad i tre innerstadsdistrikt och två förortsdistrikt. Landsbygden är indelad i tre härad; dessutom lyder två satellitstäder på häradsnivå under Xuzhou.
| Karta | Indelning           | Kinesiska | Pinyin       | Befolkning 2010 | Yta (km2) | Täthet   |
| 1 2 3 Tongshan Jiawang Suining härad Pei härad Feng härad Pizhou (stad) Xinyi (stad) 1. Yunlong 2. Gulou 3. Quanshan |                     |           |              |                 |           |          |
| --- | ------------------- | --------- | ------------ | --------------- | --------- | -------- |
| 1 2 3 Tongshan Jiawang Suining härad Pei härad Feng härad Pizhou (stad) Xinyi (stad) 1. Yunlong 2. Gulou 3. Quanshan | Innerstaden         |           |              |                 |           |          |
| 1 2 3 Tongshan Jiawang Suining härad Pei härad Feng härad Pizhou (stad) Xinyi (stad) 1. Yunlong 2. Gulou 3. Quanshan | Yunlong-distriktet  | 云龙区    | Yúnlóng qū   | 3 053 778       | 393       | 7 770,42 |
| 1 2 3 Tongshan Jiawang Suining härad Pei härad Feng härad Pizhou (stad) Xinyi (stad) 1. Yunlong 2. Gulou 3. Quanshan | Gulou-distriktet    | 鼓楼区    | Gúlóu qū     | 3 053 778       | 393       | 7 770,42 |
| 1 2 3 Tongshan Jiawang Suining härad Pei härad Feng härad Pizhou (stad) Xinyi (stad) 1. Yunlong 2. Gulou 3. Quanshan | Quanshan-distriktet | 泉山区    | Quánshān qū  | 3 053 778       | 393       | 7 770,42 |
| 1 2 3 Tongshan Jiawang Suining härad Pei härad Feng härad Pizhou (stad) Xinyi (stad) 1. Yunlong 2. Gulou 3. Quanshan | Förorter            |           |              |                 |           |          |
| 1 2 3 Tongshan Jiawang Suining härad Pei härad Feng härad Pizhou (stad) Xinyi (stad) 1. Yunlong 2. Gulou 3. Quanshan | Tongshan-distriktet | 铜山区    | Tóngshān qū  | 1 142 193       | 1 877     | 608,52   |
| 1 2 3 Tongshan Jiawang Suining härad Pei härad Feng härad Pizhou (stad) Xinyi (stad) 1. Yunlong 2. Gulou 3. Quanshan | Jiawang-distriktet  | 贾汪区    | Jiǎwāng qū   | 430 712         | 690       | 624,22   |
| 1 2 3 Tongshan Jiawang Suining härad Pei härad Feng härad Pizhou (stad) Xinyi (stad) 1. Yunlong 2. Gulou 3. Quanshan | Landsbygd           |           |              |                 |           |          |
| 1 2 3 Tongshan Jiawang Suining härad Pei härad Feng härad Pizhou (stad) Xinyi (stad) 1. Yunlong 2. Gulou 3. Quanshan | Suining härad       | 睢宁县    | Suíníng xiàn | 1 042 544       | 1 773     | 588,01   |
| 1 2 3 Tongshan Jiawang Suining härad Pei härad Feng härad Pizhou (stad) Xinyi (stad) 1. Yunlong 2. Gulou 3. Quanshan | Pei härad           | 沛县      | Pèi xiàn     | 1 141 935       | 1 576     | 724,57   |
| 1 2 3 Tongshan Jiawang Suining härad Pei härad Feng härad Pizhou (stad) Xinyi (stad) 1. Yunlong 2. Gulou 3. Quanshan | Feng härad          | 丰县      | Fēng xiàn    | 963 597         | 1 450     | 664,54   |
| 1 2 3 Tongshan Jiawang Suining härad Pei härad Feng härad Pizhou (stad) Xinyi (stad) 1. Yunlong 2. Gulou 3. Quanshan | Satellitstäder      |           |              |                 |           |          |
| 1 2 3 Tongshan Jiawang Suining härad Pei härad Feng härad Pizhou (stad) Xinyi (stad) 1. Yunlong 2. Gulou 3. Quanshan | Pizhou              | 邳州市    | Pīzhōu shì   | 1 458 036       | 2 088     | 698,29   |
| 1 2 3 Tongshan Jiawang Suining härad Pei härad Feng härad Pizhou (stad) Xinyi (stad) 1. Yunlong 2. Gulou 3. Quanshan | Xinyi               | 新沂市    | Xīnyí shì    | 920 610         | 1 586     | 580,46   |
| 1 2 3 Tongshan Jiawang Suining härad Pei härad Feng härad Pizhou (stad) Xinyi (stad) 1. Yunlong 2. Gulou 3. Quanshan | Totalt              | Totalt    | Totalt       | 8 580 500       | 11 258    | 762,16   |

## Klimat
Genomsnittlig årsnederbörd är 1 017 millimeter. Den regnigaste månaden är juli, med i genomsnitt 234 mm nederbörd, och den torraste är januari, med 11 mm nederbörd.